# Dwight Freeney
Dwight Jason Freeney (19 de fevereiro de 1980, Hanford, Connecticut) é um ex-jogador de futebol americano da National Football League, que jogava na posição de defensive end. Disputou dezesseis temporadas na liga profissional americana, a maioria pelo Indianapolis Colts.
Em 8 de fevereiro de 2024, Freeney foi aceito no Pro Football Hall of Fame.

## Começo da carreira
Freeney estudou na Bloomfield High School em Bloomfield em Connecticut onde chegou a praticar beisebol, basquete, soccer e por fim futebol americano. Ele ainda detém o recorde de sacks pelo seu colégio com 120 no total.

## Faculdade
Freeney ingressou na Universidade de Syracuse no estado de Nova York começando como titular do time no segundo ano da faculdade. Ele tem o recorde para um senior na NCAA jogando por syracuse com 17.5 sacks em uma temporada sendo que no total freeney fez 34 sack em sua carreira universitária. Freeney ficou conhecido por ser um excelente Pass Rusher na faculdade com 17 jogos seguidos com pelo menos 1 sack.

## Carreira na NFL

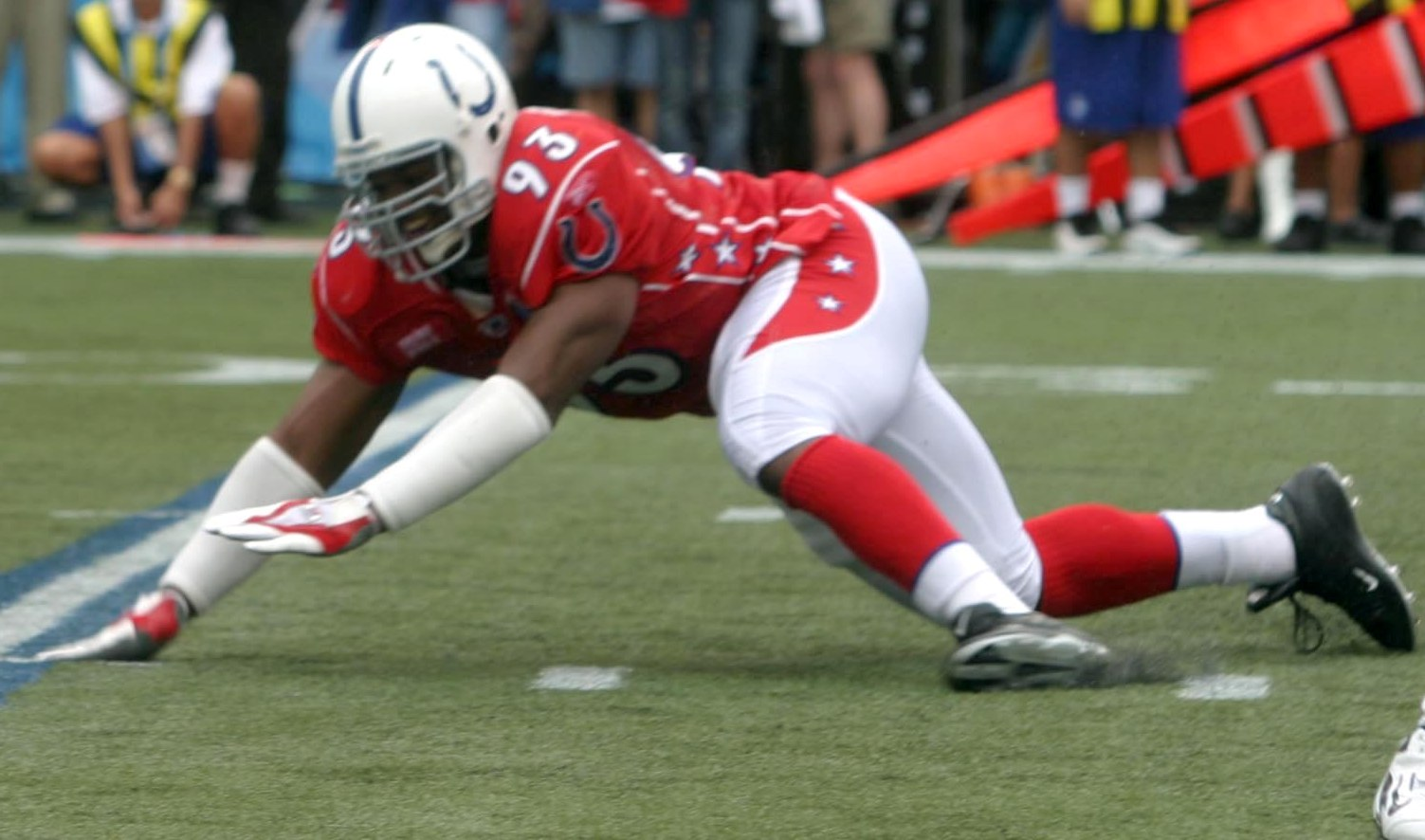
Dwight Freeney no Pro Bowl.

### Indianapolis Colts
Freeney foi selecionado pelo Indianapolis Colts na primeira rodada do Draft na 11ª escolha em 2002. Freeney em seu primeiro ano quebrou um recorde para um rookie (calouro) com 9 fumbles forçados sendo 3 deles em um jogo contra o também ex-jogador de Syracuse, o QB Donavan McNabb, o que lhe rendeu uma indicação ao prêmio de rookie do ano pela NFL.
Em 2004, Freeney liderou a NFL em sacks com 16 naquela temporada. Ao final de sua terceira temporada como profissional, Freeney chegou aos 40 sacks sendo o 3° jogador mais novo a realizar tal feito.
Em 2007, Freeney ajudou os Colts a segurar o time do Chicago Bears na vitória do Super Bowl XLI.
Em fevereiro de 2007, o Indianapolis Colts colocou uma franchise Tag em Freeney, mas em julho ele assinou uma extensão do seu contrato sendo 6 anos valendo $72 milhões de dólares com pelo menos $30 milhões garantidos fazendo Freeney o jogador de defesa mais bem pago da liga. Mais tarde Jared Allen (Vikings) e Albert Haynesworth (RedSkins) o superaram em termos de dinheiro.
Na temporada de 2007-08, Freeney acabou se machucando perdendo assim boa parte da temporada mas no ano seguinte se superou novamente com uma excelente performance. Nos dez anos que ficou em Indianápolis, Freeney conseguiu 301 tackles e 109 sacks, sendo considerado um dos melhores Denfensive Ends da história liga, especialmente por causa de sua velocidade.
Em 2012, Freeney foi convertido de defensive end para outside linebacker pelo treinador Chuck Pagano. No começo de 2013, o jogador foi dispensado pelos Colts.

### San Diego Chargers
Em maio de 2013, Freeney assinou um contrato de dois anos com o San Diego Chargers por US$8,75 milhões.

### Arizona Cardinals
Em outubro de 2015, assinou com o Arizona Cardinals. Ele não foi titular em nenhum jogo, mas conseguiu anotar 9 sacks.

### Atlanta Falcons

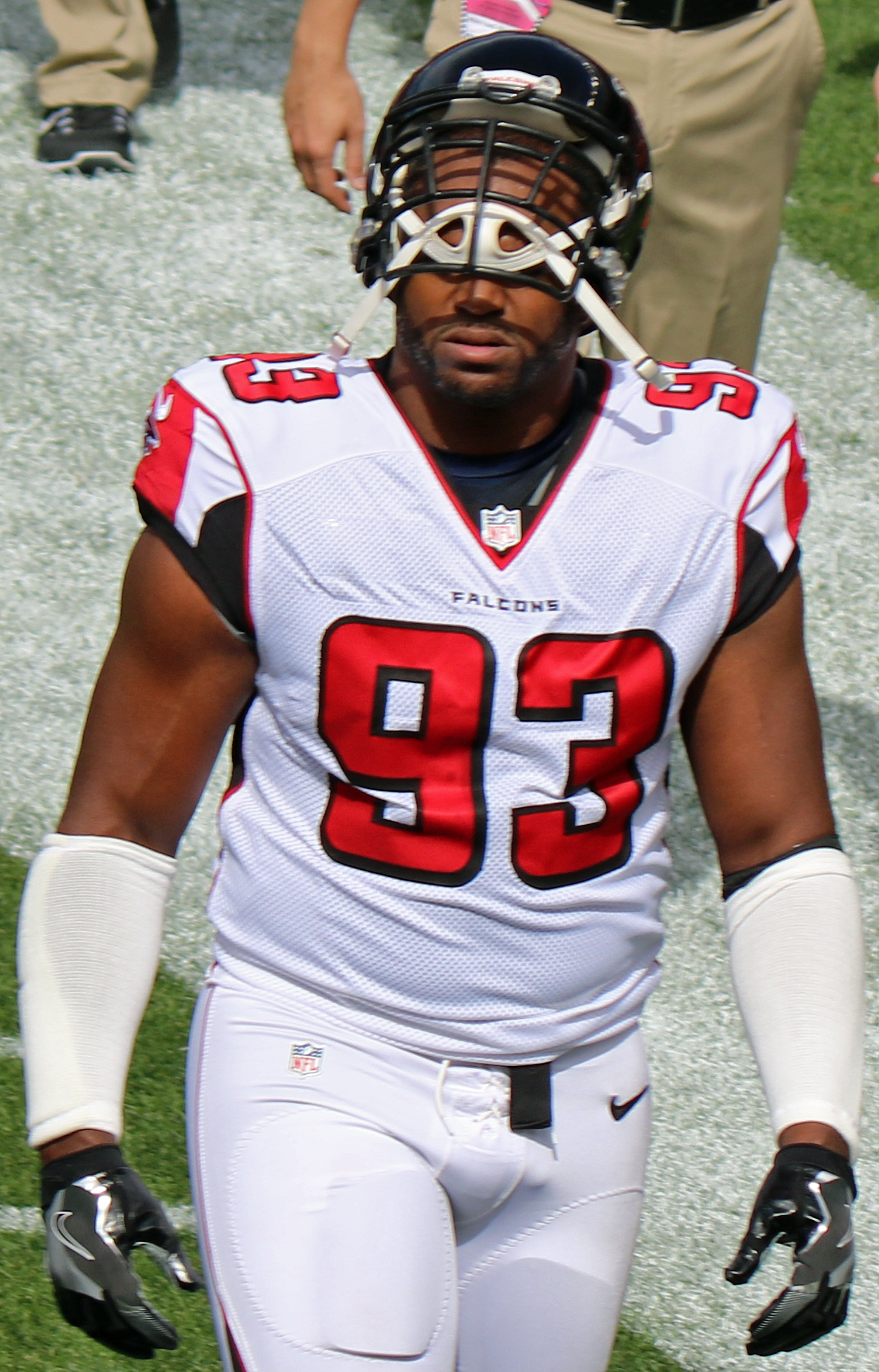
Freeney em 2016 com os Falcons.

Em 2016, ele teve mais uma temporada apagada e conseguiu apenas 3 sacks. Freeney, contudo, conseguiu ir para o Super Bowl LI, mas seu time acabou perdendo para o New England Patriots.

### Seattle Seahawks e Detroit Lions
Em 2017, Freeney assinou com o Seattle Seahawks. Antes do final da temporada, porém, ele foi dispensado. Em novembro, ele assinou um contrato com o Detroit Lions e ficou até o final da temporada.

### Aposentadoria com os Colts
Em abril de 2018, Dwight Freeney assinou um contrato de um dia com o Indianapolis Colts, permitindo que ele se aposentasse com a camisa do clube. Freeney jogou dezesseis anos na NFL e fez 125 sacks.

## Números na Liga
| Ano   | Time    | Jogos | Titular | Tackles | Sacks | Fumbles forçados |
| 2002  | IND     | 16    | 8       | 46      | 13    | 9                |
| 2003  | IND     | 15    | 13      | 32      | 11    | 4                |
| 2004  | IND     | 16    | 16      | 36      | 16    | 4                |
| 2005  | IND     | 16    | 13      | 35      | 11    | 6                |
| 2006  | IND     | 16    | 16      | 29      | 5,5   | 4                |
| 2007  | IND     | 9     | 9       | 21      | 3,5   | 4                |
| 2008  | IND     | 16    | 15      | 28      | 10,5  | 4                |
| 2009  | IND     | 14    | 9       | 24      | 13,5  | 1                |
| 2010  | IND     | 16    | 16      | 25      | 10,0  | 5                |
| 2011  | IND     | 16    | 15      | 19      | 8,5   | 2                |
| 2012  | IND     | 14    | 14      | 12      | 5     | 1                |
| 2013  | SD      | 4     | 4       | 2       | 0,5   | 0                |
| 2014  | SD      | 16    | 9       | 10      | 3,5   | 0                |
| 2015  | ARI     | 11    | 0       | 9       | 8     | 3                |
| 2016  | ATL     | 15    | 1       | 7       | 3     | 0                |
| 2017  | SEA/DET | 9     | 0       | 3       | 3     | 0                |
| Total | -       | 213   | 158     | 332     | 125,5 | 47               |